# 牧夫座空洞

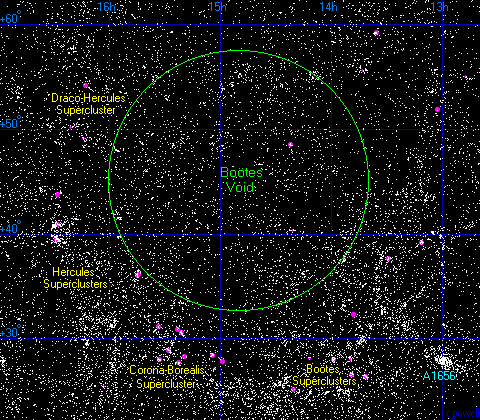
牧夫座空洞的位置圖

牧夫座空洞（英語：Boötes Void）是宇宙中一個非常巨大，几乎没有星系存在的区域，是已知的空洞之一。牧夫座空洞也是已知的最大空洞之一，平均每一千万光年才有一个星系，
有时它被称为超级空洞。牧夫座空洞于1981年被发现，直径约2.5亿光年，距离地球大约7亿光年。从地球看它大概在牧夫座方向的区域，这也是它名称的由来。
一个恰当的比方来形容它的大小，“如果银河系位于牧夫座空洞的中心，那么人类直到1960年代也不会发现其他的星系存在。”(葛雷·艾德林，明尼苏达大学)。

## 簡史
其他天文學家也開始研究這個空洞，很快就在其中發現一些星系。在1987年，J 穆迪、羅伯特克須娜、G 麥考潘和S葛利格里發表在其中發現了8個新的星系。1988年，M斯特勞斯和約翰·修茲勞宣布發現了另外3個星系。1989年，葛雷·艾德林、G Bothun、羅伯特P. 克須娜和Ron Marzke宣布發現了15個星系。更多的星系繼續被發現，到1997年在牧夫座空洞內發現的星系總數已經達到60個。

## 理论
有人认为牧夫座空洞是由多个小空洞合并形成，如同小肥皂泡合并成一个大肥皂泡那样。这种理论可以解释为什么少数星系在空洞中中心一片管状区域存留。
也有理论认为牧夫座空洞其实并非很空，看起来的空实际是由其间充满暗物质所造成。

## 科幻
- 牧夫座空洞在查尔斯·斯特罗斯所著之《終端漸速（英语：Accelerando）》系列小说中被提及。
- 牧夫座空洞在馬丁·埃米斯的小說《夜行列車（英语：Night Train (novel)）》曾被提及。
- 牧夫座空洞在羅伯特·L·弗爾沃德（英语：Robert L. Forward）的小說《時間的主人》（Time Master）曾被提及。
- 牧夫座空洞在SCP基金会的设定中被称为“SCP-3200  时因”
- 牧夫座空洞在SCP基金会的设定中被称为“牧夫座空洞与一次SCP-CN-527或类似物品的错误使用有关。”